# 원윤
원윤(袁胤, ? ~ ?)은 중국 후한 말기의 정치가로, 예주(豫州) 여남군(汝南郡) 여양현(汝陽縣) 사람이다.

## 행적
종형 원술(袁術)에 의하여 주상(周尙)을 대신하여 단양태수(丹陽太守)로 임명되었으나, 손책(孫策)의 부하 서곤(徐琨)의 공격을 받고 쫓겨났다.
건안(建安) 4년(199년), 원술이 죽자 원술의 사위 황의(黃猗)와 함께 조조(曹操)에게 감히 맞서 수춘(壽春)을 지키지 못하고 원술의 널과 처자들과 부곡을 거느리고 환성의 유훈(劉勳)에게 의탁했다. 유훈이 상료를 치러 환성을 비운 사이 손책이 성을 쳐 함락하고, 원윤 등 원술의 유족들은 사로잡혀 오군(吳郡)으로 호송되었다.

## 《삼국지연의》 속 원윤
원술의 조카로 등장하며, 원술이 조조 · 손책 · 여포(呂布) · 유비(劉備) 연합군에게 패하여 도망칠 때 원술을 따라 원담(袁譚)에게 의탁하기 위해 하북 방향으로 가던 도중 원술이 분사하는 바람에 원술의 잔당을 이끌고 가게 되었다. 하지만 얼마 못 가 중간에 조조의 부하 서구(徐璆)를 만나 일행 모두가 살해당하고 옥새도 빼앗겼다. 이후 옥새는 조조에게 헌납되었다.

## 원윤의 친족관계

### 관련 인물
원기　원담　원매　원봉　원상　원성　원소

원술　원안　원외　원요　원유　원평　원희